# Tragopan modrolicy
Tragopan modrolicy, tragopan Temmincka (Tragopan temminckii) – gatunek ptaka z rodziny kurowatych (Phasianidae), zamieszkujący południowo-wschodnią i wschodnią Azję. Jeden z pięciu gatunków tragopanów, popularny ptak hodowlany. Nie wyróżnia się podgatunków.

## Morfologia
- długość ciała – samce około 64 cm, w tym ogon 18,5–23 cm; samice około 58 cm, w tym ogon około 16–17,5 cm[9]
- masa ciała – samce 980–1600 g; samice 907–1100 g[9]

## Występowanie
Od północno-wschodnich Indii (stan Arunachal Pradesh) na południowy wschód przez północno-wschodnią Mjanmę po północny Wietnam, oraz na północ do środkowych Chin. Najchętniej zamieszkuje lasy zimozielone – bambusowe i różanecznikowe.

## Rozród

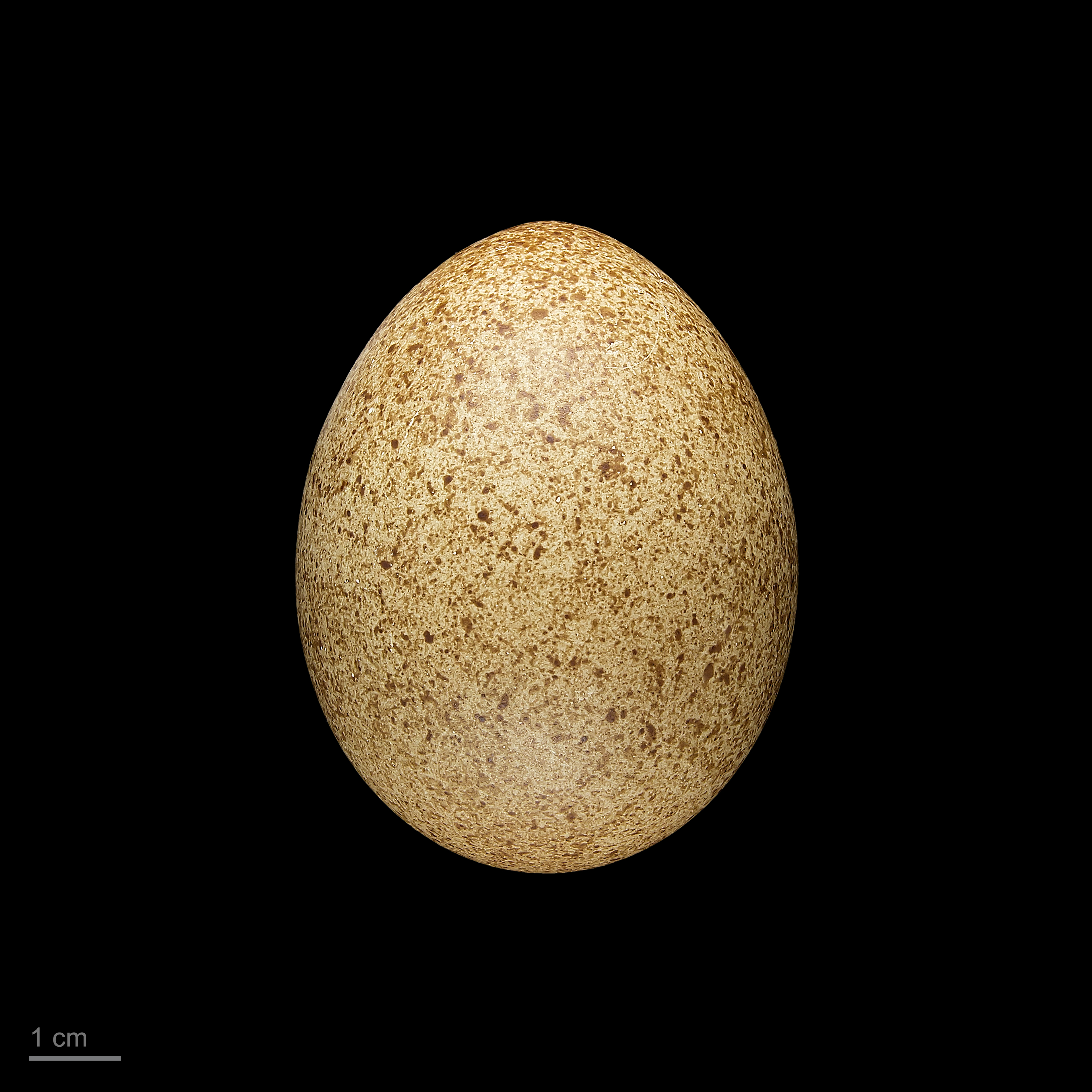
Jajo z kolekcji muzealnej

Samica składa 3–8 jaj, w hodowli nawet do 20. Inkubacja trwa 28 dni.

## Pożywienie
Dieta tego ptaka składa się głównie z kwiatów, liści, łodyg traw, paproci, pędów bambusa, mchów, jagód i nasion; zjada też nieco owadów.

## Status
Międzynarodowa Unia Ochrony Przyrody (IUCN) uznaje tragopana modrolicego za gatunek najmniejszej troski (LC – least concern). Liczebność populacji na wolności według szacunków przekracza 100 tysięcy osobników; w 2002 roku gatunek został opisany jako szeroko rozprzestrzeniony i pospolity. Trend liczebności populacji jest spadkowy ze względu na degradację siedlisk, nadmierne polowania i wybieranie jaj.